# Catharinea anomala
Catharinea anomala är en bladmossart som beskrevs av Niels Bryhn 1886. Catharinea anomala ingår i släktet Catharinea, klassen egentliga bladmossor, divisionen bladmossor och riket växter. Inga underarter finns listade i Catalogue of Life.